# Yardımlı
Yardımlı – miasto w południowym Azerbejdżanie. Stolica rejonu Yardımlı. Populacja wynosi 4.151 (2008).